# Csobbanás (film)
A Csobbanás (eredeti cím: Splash) 1984-ben bemutatott amerikai romantikus filmvígjáték, melyet Lowell Ganz, Babaloo Mandel és Bruce Jay Friedman forgatókönyvéből Ron Howard rendezett. A főszerepekben Tom Hanks, Daryl Hannah, John Candy és Eugene Levy látható. A filmet Oscar-díjra jelölték a legjobb eredeti forgatókönyv kategóriában.
Ez volt az első film, melyet a Touchstone Pictures adott ki: a céget a The Walt Disney Studios a bemutató évében hozta létre, a felnőtt közönségnek szánt filmek számára. Olyan felnőtt tartalmakat akartak így bemutatni, amelyek nem illettek a stúdió kiemelt Walt Disney Pictures vállalatához. A Csobbanás PG-besorolást kapott némi trágárság és rövid meztelenség miatt.
A projekt kritikai és kereskedelmi szempontból is sikeres volt. 11 millió dolláros költségvetés mellett több mint 69 millió dollárt termelt. A kritikusok dicsérték a színészi játékot, a humort, valamint a Hanks és Hannah közötti kémiát.

## Cselekmény
Egy fiatalember beleszeret egy titokzatos nőbe, aki valójában egy sellő

## Szereplők
- Tom Hanks – Allen Bauer
  - David Kreps – fiatal Allen
- Daryl Hannah – Madison
  - Shayla MacKarvich – fiatal Madison
- Eugene Levy – Dr. Walter Kornbluth
- John Candy – Freddie Bauer
  - Jason Late – fiatal Freddie
- Dody Goodman – Mrs. Stimler
- Shecky Greene – Mr. Buyrite
- Richard B. Shull – Dr. Ross
- Bobby Di Cicco – Jerry
- Howard Morris – Dr. Zidell
- Tony DiBenedetto – Tim, a portás.
- Patrick Cronin – Michaelson
- Charles Walker – Michaelson partnere
- David Knell – Claude
- Jeff Doucette – Junior
- Royce D. Applegate – Buckwalter
- Tony Longo – Augie
- Nora Denney – Mrs. Stein
- Charles Macaulay – az elnök
- Joe Grifasi – Manny
- Lee Delano – Lelandowski őrmester
- Migdia Chinea Varela – Wanda
- Eileen Saki – Dr. Fujimoto
- Jodi Long – riporter
- Bill Smitrovich – Ralph Bauer
- Nancy Raffa – Nancy Bauer
- Than Wyenn – Mr. Ambrose

Cameoszerepek
Lowell Ganz és Babaloo Mandel forgatókönyvírók is feltűnnek a filmben. Ganz alakítja Stant, az idegenvezetőt a Szabadság-szobornál játszódó jelenetben. Mandel játssza a korcsolyakölcsönzőkért felelős férfit, aki nekimegy Tom Hanks karakterének, amikor az megpróbál korcsolyával kifutni. Ron Howard rendező édesapja, Rance Howard színész a film elején látható Mr. McCullough-ként, aki egy elégedetlen vásárlóként ordít Allenre a cseresznyéi miatt. Howard bátyja, Clint Howard esküvői vendégként látható, akit Candy karaktere a menyasszony bátyjaként azonosít, és akivel Hanks kiabál.

## Gyártás
A filmet eredetileg a United Artistsnál kezdték el forgatni, de Grazer úgy döntött, hogy máshová viszi a filmet, és eljuttatta a The Ladd Companyhoz, de Alan Ladd Jr. végül elutasította. 2004-ben a Splash: 20th Anniversary Edition DVD-n található dokumentumfilm szerint Brian Grazer producer számos stúdiónak felajánlotta a filmet, de többször is elutasították, míg végül a Walt Disney Productions, amelyet akkoriban Ron W. Miller vezetett, beleegyezett a film gyártásába. Az ajánlat sikerének kulcsa az volt, hogy Grazer a történet alaphelyzetének leírását megváltoztatta: a New York-i élethez alkalmazkodó sellő elképzeléséről egy szerelmi történetre váltott, amelyben egy átlagos New York-i férfi találkozik egy sellővel. A gyártás idején a Csobbanás és egy másik, a Warner Bros. által bejelentett (de meg nem nevezett) sellőfilm közötti verseny volt a probléma, amelynek Warren Beatty volt a főszereplője. Ron Howard rendező megígérte a stúdiónak, hogy a Csobbanást gyorsabban és olcsóbban fogják leforgatni, mint a másik filmet, ami végül meghiúsult. Howard visszautasította a Gumiláb és A kispapa rendezését, hogy ezt a filmet csinálhassa. Számos nagynevű színész, mint Jeff Bridges, Chevy Chase, Richard Gere, Dudley Moore, Michael Keaton, Kevin Kline, Bill Murray és John Travolta is szóba került a főszerepre, mielőtt a producerek az akkor még kevésbé ismert Tom Hanks mellett döntöttek. Steve Guttenberg szintén jelentkezett a szerepre. Mielőtt Daryl Hannah megkapta Madison szerepét, már elutasította Tatum O’Neal, Michelle Pfeiffer, Lynne Frederick, Julia Louis-Dreyfus, Genie Francis, Melanie Griffith, Fiona Fullerton, Diane Lane, Kathleen Turner és Sharon Stone is.
A forgatás 1983. március 1-jén kezdődött és 1983. június 30-án fejeződött be Los Angeles-ben, Kaliforniában és New Yorkban. A strand, ahol Tom Hanks először találkozik a meztelen Daryl Hannah-val, az egykori Gorda Cay-en van a Bahama-szigeteken, amely ma Castaway Cay néven ismert, a Disney Cruise Line magánszigetén.
Darryl Hannah sellőfarkát az Oscar-díjas Robert Short vizuális effektművész tervezte és készítette. A farok teljesen működőképes volt. Hannah olyan gyorsan úszott a sellőfarkával, hogy a biztonsági csapat nem tudta tartani vele a lépést. A DVD dokumentumfilm szerint Hannah gyerekkora óta "sellő" stílusban úszott összekötött lábakkal, mivel Hans Christian Andersen A kis hableány című meséje lenyűgözte. A kivételesen részletes filmfarok azonban nehezen volt eltávolítható. A hatékonyság kedvéért Hannah először rajta hagyta, amíg a stáb ebédelt. A 20. évfordulós Splash! DVD-n Tom Hanks felidézte, hogy a többi stábtag úgy dobált neki sült krumplit a tartály oldaláról, mintha idomított tengeri emlős lenne, mert nem hagyhatta el a vizet, amíg a lábai "összezsugorodtak".

## Fordítás
- Ez a szócikk részben vagy egészben  a   Splash (film) című angol Wikipédia-szócikk fordításán alapul.  Az eredeti cikk szerkesztőit annak laptörténete sorolja fel. Ez a jelzés csupán a megfogalmazás eredetét és a szerzői jogokat jelzi, nem szolgál a cikkben szereplő információk forrásmegjelöléseként.